# Kašmirščina
Kašmirščina (کأشُر‎, कॉशुर), ali košur (izgovori kọ̄šur ali kạ̄šur) je jezik iz dardske podskupine indoarijskih jezikov, ki se v glavnem govori v Kašmirski dolini in dolini Čenab v indijski zvezni državi Džamu in Kašmir.
Kašmirščino govori preko 6 milijonov prebivalcev indijske zvezne države Džamu in Kašmir ter Kašmirska diaspora v drugih indijskih državah, in okoli 350.000 ljudi v dolinah Neelam ter Leepa v Azad Kašmirju, Pakistan.
Kašmirski jezik je eden od 22 uradno priznanih jezikov v Indiji, in je naveden v osmi listi v ustavi države Džamu in Kašmir. Poleg drugih regionalnih jezikov, navedenih v Šesti listi, kot sta tudi hindijščina in urdujščina, je tudi kašmirščina jezik te države. Večina kašmirsko govorečih uporablja tudi urdujščino ali angleščino kot drugi jezik. Novembra 2008 je bila kašmirščina uvedena kot obvezen predmet v vseh državnih šolah v Kašmirski dolini do nivoja srednjih šol.